# 白枝柯
白枝柯（学名：Lithocarpus leucodermis）是壳斗科柯属的植物，是中国的特有植物。分布于中国大陆的云南等地，生长于海拔1,600米的地区，多生长于常绿阔叶林中较湿润地方，目前尚未由人工引种栽培。